# Acacia ataxantha
Acacia ataxantha é uma espécie de leguminosa do gênero Acacia, pertencente à família Fabaceae.